# کاظم اسماعیلی
کاظم اسماعیلی (شانزدهم اسفند ۱۳۰۶ -) روزنامه‌نگار سینمایی، فیلم‌نامه‌نویس، مترجم دوبلاژ و مترجم آثار پلیسی است. وی بنیادگذار و سردبیر سه سال نخستِ ماه‌نامهٔ «ستارهٔ سینما» در دههٔ سی بوده‌است، فیلم‌نامهٔ فیلم‌های «بازوطلایی» (روبرت اکهارت – ۱۳۴۵) [به سبک و در روزگار معروفیت فیلم‌های جیمزباندی]، «پنجه‌آهنین» (مهدی میرصمدزاده – ۱۳۴۷)، «پهلوان در قرن اتم» (مهدی میرصمدزاده – ۱۳۵۰) و «احساس داغ» (روبیک زادوریان – ۱۳۵۰) است و نیز چند فیلم‌نامه را برای ناصر بیگدلی (سینماداری که پیش از انقلاب تهیه کنندگی چندین فیلم سینمایی را هم برعهده داشته‌است) نوشته و بیش از سی عنوان کتاب را ترجمه کرده‌است که اکثراً پلیسی ـ جنایی و سینمایی هستند. اسماعیلی نزدیک به نیم قرن است که به ترجمه داستان مشغول است و با ترجمه‌های روانش در شناساندنِ شماری از نویسندگان مشهور جنایی - معمایی مانند وید میلر، آگاتا کریستی، ژرژ سیمنون، ریموند چندلر، دشیل همت، جیمز هادلی‌چیس، جیمز لیزور و رابرت لادلم به خوانندگان ایرانی نقش داشته‌است.

## زندگی‌نامه
کاظم اسماعیلی که در آغاز دههٔ بیست و با شروعِ تحصیل در دبیرستان و در گرماگرمِ اشغال ایران توسط متفقین مجله‌خوان و سینمارویی حرفه‌ای بود و به قولِ خودش فیلمی در تهران اکران نشده نبود که ندیده باشد زبان انگلیسی را به گونه‌ای خودآموز، و به پشتوانهٔ زبان فرانسوی که در مدرسه فرا می‌گرفت، یادگرفته و در هنگام دانشجویی حقوق قضایی در دانشگاه تهران، که آن را به سرعت رها کرد، برای مطبوعاتی چون مجلهٔ فردوسی مطالبی سینمایی می‌نوشت. او پیشهٔ ترجمه را با خرید ترجمهٔ داستان‌هایی کوتاه، به گونهٔ جزوه‌هایی که کم‌بها بودند، برای «بنگاه نشریات شبستری» در خیابان شاپور و سپس خیابان فردوسی آغاز کرد (جزوه‌های آرسن لوپن، جینگوز رجایی – که آرسن لوپن ترکیه بود – ناد پینکرتون و داستانی از دشیل همت).
با برپایی نخستین مجلهٔ سینمایی ایران، جهان سینما به مدیریت حسین فرهنگ و کمی بعد سردبیریِ هوشنگ قدیمی، در سال‌های پایانی دههٔ بیست به پیشنهادِ دوست هم‌سلکش بابک ساسان، که بعدها از برجسته‌ترین و با سابقه‌ترین مترجمان دوبلاژ ایران شد، به آن مجله پیوست و نوشتن و ترجمهٔ یادداشت‌هایی سینمایی را آغاز کرد (پیش از جهان سینما تنها مجلهٔ سینمایی که منتشر می‌شد مجله‌ای بود به نام هالیوود که کاملاً ترجمه بود). به جز کاظم اسماعیلی، بابک ساسان و هوشنگ قدیمی، رضا زرکش، فرهاد فروهی و بعدها روبرت اکهارت از نویسندگانِ مجلهٔ سینمایی بودند.
آن مجله پس از مدتی ورشکسته و تعطیل شد اما جمعِ شش تنیِ دوستان اسماعیلی به پیشنهاد و پیگیریِ او نفری پانصد تومان در وسط گذاشته و مجلهٔ «سینما و تأتر» را منتشر کردند. در هنگام دولت مصدق برای انتشار نشریات نیازی به مجوز وجود نداشت جز ثبتِ نام مجله، که این کار توسط پدر بابک ساسان انجام شد. اسماعیلی همان زمان در مجله‌ها و روزنامه‌هایی دیگر نیز مطلب می‌نوشت. از جمله نخستین ترجمهٔ داستانِ بلندش را - که داستانی تاریخی به نام «شاهین طلایی»، نوشتهٔ فرانک یربی، بود - به صورت پاورقی در مجلات به چاپ رساند و در روزنامهٔ آژنگِ کاظم مسعودی و در رقابت با روزنامهٔ آسیا نیز مطالبی جنجالی و خودساخته می‌نوشت، از جمله در نبودِ کتاب‌های آگاتا کریستی، و به خاطر علاقهٔ سردبیرِ روزنامه (حسین صدری‌پور) به این نویسنده، داستان‌هایی را به نام او می‌نوشت.
مجلهٔ «سینما و تأتر»، پس از انتشار شش شماره، ورشکست شد اما پس از مدتی و با سرمایه‌گذاریِ پایرور گالستیان، ارمنیِ عاشقِ سینما که یک مغازهٔ فروش نشریات خارجی را در لاله‌زار (مقابل سینما متروپل) اداره می‌کرد، که بعدها آن را هم برای انتشار مجله‌اش فروخت، از سال ۱۳۳۲ مجلهٔ «ستارهٔ سینما» را منتشر کرد که با انتشارش تا سال ۱۳۵۷ هنوز بادوام‌ترین نشریهٔ سینمایی تاریخ مطبوعات ایران، با انتشارِ ۱۰۶۷ شماره، است. مجله در آغاز به صورت ویژه‌نامهٔ نشریات دیگر منتشر می‌شد چرا که پس از کودتای ۲۸ امرداد امتیاز جدیدی داده نمی‌شد تا این که از شمارهٔ چهارم توانست مستقل کار خود را دنبال کند. او در مصاحبه‌ای می‌گوید برای شماره‌های اردیبهشت‌ماه چون همکارانش همه دانشجو بودند او خودش به تنهایی همهٔ مطالب مجله را می‌نوشت و ترجمه می‌کرد اما نام آنها را هم در مطالبی می‌آورد!
اسماعیلی تا سال ۳۵ سردبیر مجلهٔ ستارهٔ سینما بود، سپس به دعوتِ روزنامهٔ کیهان به آن پیوست تا برای آن آگهی‌های سینمایی بگیرد. ایجاد جدولِ آشنای «نوبت و سأنس فیلم‌ها در سینماها» از نوآوری‌های او بود که در آن روزنامه شکل گرفت. او با ترجمهٔ زندگی چارلی چاپلین اثر تئودور هاف در روزنامهٔ کیهان کارِ ترجمه را هم دنبال کرد، هر چند گاه مطالبی سینمایی هم برای نشریه‌های دیگر می‌نوشت [همانند: «چگونه یک فیلم تهیه می‌شود»، ارل سن‌جان (مجلهٔ فیلمز اند فیلمینگ)، مترجم: کاظم اسماعیلی، ماهنامه نمایش، شماره ۶، اردیبهشت ۱۳۳۶؛ «موزیک فیلم هندی»، نویسنده: کاظم اسماعیلی، ماهنامه نمایش، شماره ۱، آذر ۱۳۳۵]. در آن موقع فیلم‌های خارجی با میان‌نویس - نوشته‌ای که داستان را شرح دهد و به سبک فیلم‌های دورانِ صامت در بخش‌هایی از فیلم قرار داده می‌شد - اکران می‌شدند که اسماعیلی در این زمینه همکاری‌هایی را با سینماها، از جمله از طریق کار در «شرکت مولن‌روژ»، داشت. بعد که صنعت دوبلاژ در ایران پا گرفت «استودیو راما» با او تماس گرفت و او ترجمهٔ دوبلاژ را با فیلم «بزن بریم هالیوود» (جری لوئیس – ۱۹۵۶) آغاز کرد. فیلم‌های «شبکه» (سیدنی لومت - ۱۹۷۶) و «جنگ ستارگان» (جورج لوکاس – ۱۹۷۷) از آخرین فیلم‌هایی بود که او در تابستان سال ۱۳۵۷ ترجمه کرد. اسماعیلی پس از انقلاب متمرکز بر ترجمهٔ آثار پلیسی شد که در دهه شصت خورشیدی رونق بسیار داشت و گاه کتاب‌های ترجمه او با شمارگان پنج هزار نسخه‌ای به چاپ‌های بعدی می‌رسیدند. او که گاه کتاب‌هایی سینمایی نیز ترجمه می‌کرد تا اواخر ده هشتاد خورشیدی کار خود را دنبال کرد.